# Cerco das Legações Internacionais
O Cerco das Legações Internacionais ocorreu em 1900 em Pequim, capital do Império Qing, durante a Rebelião dos Boxers. Ameaçados pelos Boxers - um movimento camponês anticristão e xenofóbico - 900 soldados, marinheiros, fuzileiros navais e civis, em grande parte da Europa, Japão e Estados Unidos, e cerca de 2.800 cristãos chineses se refugiaram no Bairro da Legação de Pequim. O governo Qing ficou do lado dos Boxers depois que a Aliança das Oito Nações invadiu Tianjin na Batalha dos Fortes Taku (1900), sem uma declaração formal de guerra. Os estrangeiros e cristãos chineses no Bairro da Legação sobreviveram a um cerco de 55 dias pelo Exército Qing e Boxers. O cerco foi quebrado por uma força militar internacional, que marchou da costa da China, derrotou o Exército Qing e ocupou Pequim (agora conhecida como Pequim). O cerco foi chamado pelo New York Sun de "o episódio mais emocionante já conhecido pela civilização.

## Bairro da Legação

Mapa do Bairro da Legação, mostrando as linhas defensivas. A maioria dos civis refugiou-se na Legação Britânica.

O Quarteirão da Legação foi de aproximadamente 3,2 km de comprimento e 1,6km de largura. Localizava-se na área da cidade designada pelo governo Qing para as legações estrangeiras. Em 1900, havia onze legações localizadas no bairro, bem como várias empresas e bancos estrangeiros. Casas e empresas ocupadas por chineses étnicos também estavam espalhadas pelo bairro. As cerca de doze organizações missionárias cristãs em Pequim não estavam localizadas no Bairro da Legação, mas sim dispersas pela cidade. No total, cerca de 500 cidadãos de países ocidentais e do Japão residiam na cidade. O lado norte do bairro da Legação ficava perto da Cidade Imperial, onde residia a imperatriz viúva Cixi. A enorme Muralha Tártara que circundava toda a cidade de Pequim fazia fronteira com o sul.  Os lados leste e oeste do Legation Quarter eram ruas principais.

## Tensões crescentes
Em 1900, as potências estrangeiras vinham destruindo a soberania chinesa por mais de seis décadas. Após as derrotas chinesas nas Guerras do Ópio e na Guerra de Tonquin, o governo Qing foi forçado a assinar vários "tratados desiguais" com as potências ocidentais, concedendo-lhes o direito de livre comércio na nação anteriormente isolacionista, juntamente com extraterritorialidade para súditos das nações ocidentais. O Japão obteve privilégios similares após sua vitória na Primeira Guerra Sino-Japonesa. Os sentimentos antijaponeses e antiocidentais ajudaram a formar o Yihetuan, cujo objetivo declarado era expulsar os estrangeiros e a influência estrangeira (incluindo o cristianismo) da China. 

### Movimento Boxer
As autoridades diferem quanto à origem dos Boxers, mas eles se tornaram proeminentes em Shantung (Xantum) em 1898 e se espalharam para o norte em direção a Pequim. Eles eram um movimento camponês indígena, relacionado às sociedades secretas que floresceram na China durante séculos e que, ocasionalmente, ameaçaram os governos centrais chineses. Os Boxers foram nomeados - provavelmente pelo missionário americano Arthur H. Smith - por seus rituais acrobáticos que incluíam artes marciais, espadas giratórias, orações e encantamentos.  Os Boxers acreditavam que com o ritual adequado eles se tornariam invulneráveis às balas ocidentais. As práticas religiosas e mágicas dos Boxers tinham "como objetivo primordial proporcionar proteção e segurança emocional diante de um futuro... repleto de perigos e riscos".  Os Boxers não tinham uma organização central, mas parecem ter sido organizados no nível da aldeia. Eles eram anti-estrangeiros e anti-missionários. Seu slogan era "Apoie os Qing! Destrua o Estrangeiro!" .  Inicialmente temidos como uma possível ameaça pelo governo chinês, eles lentamente ganharam o apoio de políticos influentes em Pequim, que viam os Boxers como um movimento que poderia ser usado para eliminar a influência estrangeira na China.

### Boxers atacam cristãos

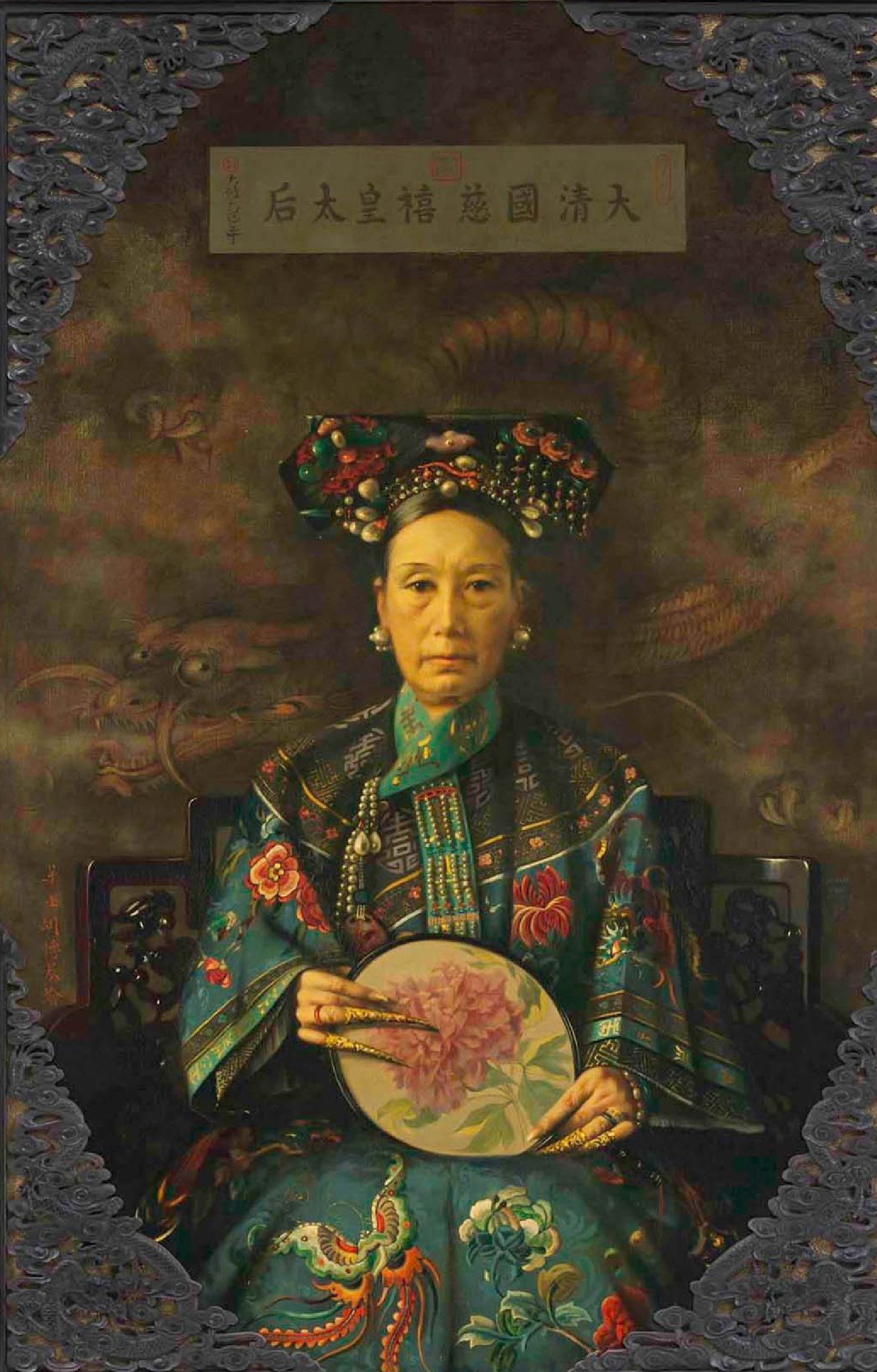
Uma das pinturas a óleo históricas de artistas ocidentais retratando a imperatriz viúva Cixi

No início de 1900, o movimento Boxer se espalhou rapidamente para o norte de Shandong para o interior perto de Pequim. Os boxeadores queimaram igrejas cristãs, assassinaram cristãos chineses e intimidaram as autoridades chinesas que estavam em seu caminho. Dois missionários, o protestante William Scott Ament e o bispo católico Favier, relataram aos ministros diplomáticos (embaixadores) sobre a crescente ameaça.   O ministro americano Edwin H. Conger telegrafou a Washington: "O país inteiro está fervilhando de ociosos famintos, descontentes e sem esperança." Solicitando que um navio de guerra fosse estacionado na costa de Tianjin, o porto mais próximo de Pequim, ele relatou: "A situação está ficando séria".  Em 30 de maio, os diplomatas, liderados pelo ministro britânico Claude Maxwell MacDonald, solicitaram que soldados estrangeiros viessem a Pequim para defender as legações e os cidadãos de seus países. O governo chinês concordou com relutância e, no dia seguinte, mais de 400 soldados de oito países desembarcaram de navios de guerra e viajaram de trem de Tianjin para Pequim. Eles estabelecem perímetros defensivos em torno de suas respectivas missões.  

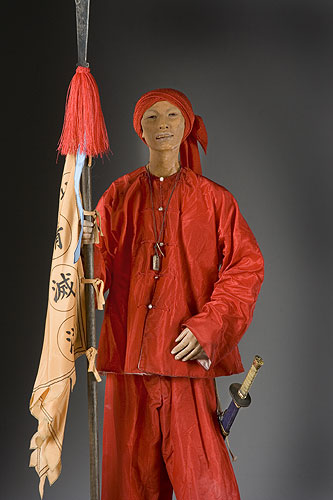
Um Boxer vestido com suas melhores roupas. A maioria estava armada apenas com lanças e espadas.

Em 5 de junho, os Boxers cortaram a linha férrea para Tianjin e Pequim ficou isolada de outros assentamentos estrangeiros. Em Junho 11 um diplomata japonês, Sugiyama Akira, foi assassinado por soldados do Gen. Dong Fuxiang e no dia seguinte o primeiro boxeador, vestido com suas melhores roupas, foram vistos no bairro da legação. O ministro alemão, Clemens von Ketteler, e soldados alemães capturaram outro Boxer.  Em resposta, naquela tarde, milhares de Boxers invadiram a cidade murada de Pequim e queimaram a maioria das igrejas e catedrais cristãs da cidade, assassinando muitos cristãos chineses e vários padres católicos. Os Boxers acusaram os cristãos chineses de colaborar com os estrangeiros.  Missionários americanos e britânicos e seus convertidos se refugiaram na Missão Metodista e os fuzileiros navais americanos repeliram um ataque dos Boxers. Soldados da embaixada britânica e das legações alemãs atiraram e mataram vários boxeadores. 

## Dilema do governo chinês

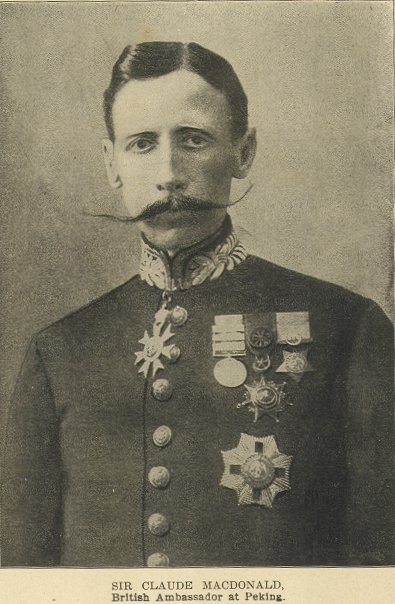
Ministro britânico Sir Claude MacDonald

Em meados de junho, o governo chinês ainda estava indeciso sobre os Boxers. Alguns oficiais - Ronglu, por exemplo - aconselharam a imperatriz viúva que os Boxers eram "ralé" que seriam facilmente derrotados por soldados estrangeiros.  Do outro lado da questão estavam oficiais anti-estrangeiros que aconselhavam a cooperação com os Boxers. "A Corte parece estar em um dilema", disse Sir Robert Hart "Se os Boxers não forem reprimidos, as Legações ameaçam entrar em ação - se for feita uma tentativa de reprimi-los, esta organização intensamente patriótica será convertida em um movimento antidinástico."  O evento que empurrou irrevogavelmente o governo chinês para o lado dos Boxers foi o ataque de navios de guerra estrangeiros aos Fortes Taku em 17 de junho. O ataque foi feito para tentar manter as comunicações com Tianjin e ajudar um exército sob o comando do Alm. Edward Seymour em sua tentativa de marchar a Pequim durante a Expedição Seymour e reforçar as Legações. 
Em 19 de junho, a imperatriz viúva enviou uma nota diplomática a cada uma das legações em Pequim informando-os sobre o ataque a Dagu e ordenando que todos os estrangeiros deixassem Pequim para Tianjin em 24 horas. Caso contrário, disse a nota, "a China achará difícil dar proteção completa".  Ao receber a nota, os diplomatas se reuniram e concordaram que seria suicídio deixar o Bairro da Legação e viajar para a costa em um campo hostil. Na manhã seguinte, 20 de junho, o barão von Ketteler, o ministro alemão, propôs levar o assunto ao Zongli Yamen, o Ministério das Relações Exteriores da China, mas foi assassinado por um oficial manchu, o capitão. En Hai do Hushenying, a caminho da reunião.  Com isso, os Ministros informaram todos os seus cidadãos em Pequim para se refugiarem no Bairro da Legação.  Assim começou o cerco de 55 dias. 

## O Cerco

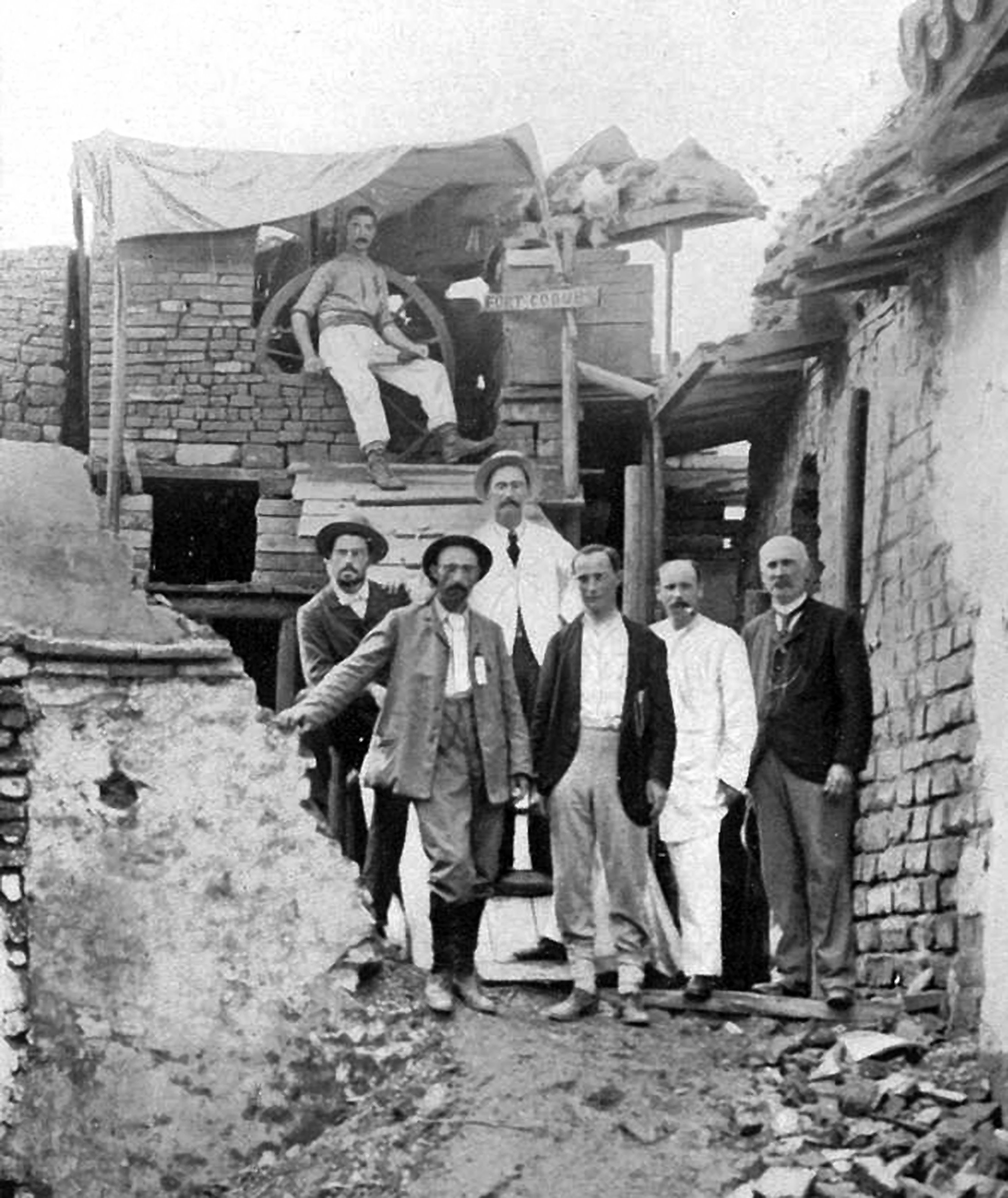
Frank Gamewell (segundo da esquerda, em pé) e os "Fighting Parsons" construíram fortificações para proteger a Legação Britânica dos ataques chineses.

Os guardas militares britânicos, americanos, franceses, italianos, alemães, japoneses e russos assumiram a responsabilidade pela defesa de suas respectivas legações. Os austríacos e italianos abandonaram suas legações isoladas. Os austríacos juntaram-se aos franceses e os italianos colaboraram com os japoneses. A força japonesa e italiana estabeleceu linhas de defesa no Fu – uma grande mansão e parque onde a maioria dos estimados 2.812 cristãos chineses que se refugiaram estava alojada. Os fuzileiros navais americanos e alemães ocuparam posições na Muralha Tártara atrás de suas legações. Os 409 soldados estrangeiros tinham a função de defender uma linha que serpenteava por 2.000m de terreno urbano.  A grande maioria dos civis estrangeiros refugiou-se na Embaixada Britânica, a maior e mais defensável das Legações Internacionais, apesar do incêndio  da Universidade de Pequim em um esforço para danificar a Legação Britânica, que estava a apenas alguns metros de distância. Um censo de civis contou 473 civis estrangeiros no Legation Quarter: 245 homens, 149 mulheres e 79 crianças. Cerca de 150 homens se ofereceram para participar, em maior ou menor grau, da defesa. Os civis incluíam pelo menos 19 nacionalidades, das quais britânicas e americanas eram as mais numerosas. Um grande número de cristãos chineses foi recrutado para o trabalho, especialmente para a construção de barricadas. 
O ministro britânico Claude MacDonald foi escolhido como comandante da defesa e Herbert G. Squiers, um diplomata americano, tornou-se seu chefe de gabinete. Os guardas dos diferentes países, no entanto, operavam de forma semi-independente e MacDonald só podia sugerir, não ordenar, uma ação coordenada.  Os guardas não estavam bem armados. Apenas os fuzileiros navais americanos tinham munição suficiente. Os defensores tinham três metralhadoras. Os italianos tinham um pequeno canhão. Um velho cano de canhão foi encontrado no Bairro da Legação e a partir dele foi construída uma peça de artilharia útil que os americanos chamavam de "Betsy" e outros chamavam de "a Internacional". 
Os estrangeiros saquearam o Bairro da Legação em busca de comida e outros suprimentos. A comida e a água eram adequadas, embora os estrangeiros sem estoques particulares de comida subsistissem com uma dieta constante de carne de cavalo e arroz bolorento. No entanto, os cristãos chineses, especialmente os católicos, passaram por momentos muito mais difíceis e, no final do cerco, estavam morrendo de fome. Os missionários protestantes cuidavam de seus convertidos, mas os católicos chineses eram em sua maioria negligenciados.  Os suprimentos médicos eram escassos, mas um número considerável de médicos e enfermeiros, a maioria missionários, estava presente. 
Os missionários americanos assumiram o gerenciamento da maioria das necessidades da vida no Legation Quarter, incluindo comida, água, saneamento e saúde. MacDonald nomeou o missionário metodista Frank Gamewell como chefe do Comitê de Fortificações. Gamewell e sua equipe de "pastores lutadores" foram aclamados por seus trabalhos defensivos em torno da Legação Britânica. 
Cerca de três milhas distante do Legation Quarter, um cerco semelhante ocorreu no Beitang ou Catedral do Norte da Igreja Católica Romana. 33 padres e freiras, 43 soldados franceses e italianos sob o comando do tenente Eugène Darcy,  e mais de 3.000 cristãos chineses detiveram o exército chinês e os boxeadores. Não houve comunicação durante o cerco entre o Beitang e o Legation Quarter. </link> Além dos Boxers, a catedral também foi atacada pelo Metropolitan Banner Manchus.  Os vassalos Manchu do príncipe Zaiyi no Tiger and Divine Corps lideraram ataques contra a igreja da catedral católica.  O oficial Manchu Qixiu 啟秀 também liderou ataques contra a catedral.   

## Ataques chineses
Por vários dias depois de 20 de junho - o início oficial do cerco - nem os estrangeiros dentro do Legation Quarter nem os soldados chineses fora dele tinham qualquer plano coerente de defesa ou ataque. O número de soldados chineses cercando as legações é incerto, mas chega aos milhares. A oeste estavam os soldados muçulmanos de Gansu de Dong Fuxiang  e a leste estavam unidades do Exército de Campo de Pequim. O comandante geral das forças chinesas era Ronglu - que era anti-Boxer e desaprovava o cerco.  A política chinesa equivocou-se entre a beligerância e a conciliação durante o cerco de 55 dias. Várias tentativas de Ronglu de efetuar um cessar-fogo falharam devido a suspeitas e mal-entendidos de ambos os lados. 
Os chineses primeiro tentaram massacrar os estrangeiros no Bairro da Legação usando fogo. Durante vários dias, no início do cerco, eles incendiaram os edifícios ao redor da Legação Britânica. Em 23 de junho, a maioria dos prédios da Hanlin Academy, a biblioteca nacional da China, e seus livros, muitos insubstituíveis, foram queimados. Ambos os lados culparam o outro por sua destruição.  O exército chinês então voltou sua atenção para Fu, o refúgio da maioria dos cristãos chineses e o domínio do tenente-coronel. Gorō Shiba, o oficial militar mais admirado no cerco. Shiba, com seu pequeno grupo de soldados japoneses, montou uma defesa habilidosa contra os chineses que avançavam atrás de muros construídos cada vez mais perto dos japoneses, ameaçando cercá-los em um aperto de torno. Os soldados britânicos eram frequentemente destacados para reforçar os japoneses durante os ataques e todos admiravam o trabalho de Shiba.  A luta mais desesperada ocorreu perto da Legação Francesa, onde 78 franceses e austríacos e 17 voluntários estavam sob ataque em um terreno urbano complicado, no qual as linhas de frente eram apenas 15m um do outro. Os franceses também temiam que sapadores chineses estivessem cavando túneis para minas sob suas posições. 
Os alemães e os americanos ocuparam talvez a mais crucial de todas as posições defensivas: a Muralha Tártara. Segurando o topo dos 14m de altura e 12m a parede larga era vital. Se caísse nas mãos dos chineses, eles teriam um campo de tiro desobstruído no Quarteirão da Legação. As barricadas alemãs voltadas para o leste no topo da parede e 370m oeste eram as posições americanas voltadas para o oeste. Os chineses avançaram para ambas as posições construindo barricadas cada vez mais próximas. Era uma existência claustrofóbica para os soldados na parede. "Todos os homens sentem que estão em uma armadilha", disse o comandante americano, capitão. John T. Myers, "e simplesmente aguarde a hora da execução."  Acrescentavam-se aos avanços diários dos chineses as serenatas noturnas de tiros de fuzil e artilharia e fogos de artifício destinados a manter os estrangeiros acordados e alertas. “De 20 de junho a 17 de julho, tivemos ataques noturnos”, disse uma missionária. O ministro americano Conger disse "que alguns deles, por disparos furiosos, excederam tudo o que ele experimentou na Guerra Civil Americana".  Os duramente pressionados guardas da Legação viram seu número diminuir diariamente com baixas.
Os chineses estavam divididos sobre o processo do cerco. A facção anti-Boxer, chefiada por Ronglu, e a facção anti-estrangeira, chefiada pelo príncipe Duan, brigaram na corte chinesa. Cixi, a imperatriz viúva, vacilou entre os dois. Ela declarou uma trégua nas negociações em 25 de junho, mas durou apenas algumas horas. Ela declarou um cessar-fogo em 17 de julho, que durou a maior parte do restante do cerco. Em sinal de boa vontade, ela enviou comida e mantimentos aos estrangeiros.  As divergências entre os chineses ocasionalmente resultaram em altercações e violência entre boxeadores e soldados e entre diferentes unidades do exército imperial. 

## Luta na Muralha Tártara
A ameaça mais crítica à sobrevivência dos estrangeiros ocorreu no início de julho. Em 30 de junho, os chineses expulsaram os alemães da Muralha Tártara, deixando os fuzileiros navais americanos sozinhos em sua defesa. Ao mesmo tempo, uma barricada chinesa avançou a poucos metros das posições americanas e ficou claro que os americanos deveriam abandonar o muro ou forçar os chineses a recuar. Às 2:00 am em 3 de julho, os estrangeiros lançaram um ataque contra a barricada chinesa na parede com 26 britânicos, 15 russos e 15 americanos sob o comando do capitão americano. John T. Myers. Como esperado, o ataque pegou os chineses dormindo; cerca de 20 deles foram mortos e os sobreviventes expulsos das barricadas. Dois fuzileiros navais americanos foram mortos e o capitão. Myers foi ferido e passou o resto do cerco no hospital.  A captura das posições chinesas na Muralha foi saudada como o "pivô do nosso destino" por um dos sitiados. Os chineses não tentaram recuperar ou avançar suas posições na Muralha Tártara pelo restante do cerco. 

## Dias sombrios e trégua

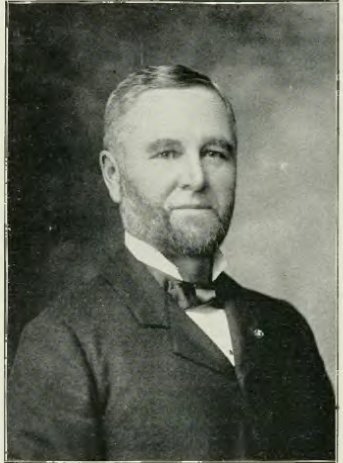
Edwin H. Conger, o ministro americano na China

Sir Claude MacDonald disse que 13 de julho foi o "dia mais hostil" do cerco.  Os japoneses e italianos no Fu foram rechaçados para sua última linha de defesa. Enquanto o Fu estava sob ataque pesado, os chineses detonaram uma mina sob a Legação Francesa, destruindo a maior parte dela, matando dois soldados e empurrando os franceses e austríacos para fora da maior parte da Legação Francesa. Frank Gamewell começou a cavar abrigos à prova de bombas como último refúgio para os sitiados. O fim parecia próximo. 
No dia seguinte, uma mensagem conciliatória recebida dos chineses aumentou as esperanças, mas essas esperanças foram frustradas em 16 de julho, quando o oficial britânico mais capaz foi morto e o jornalista George Ernest Morrison foi ferido.  No entanto, o ministro americano Conger manteve uma comunicação com o governo chinês e em 17 de julho os disparos cessaram em ambos os lados e um armistício começou. 

## Alívio das Legações

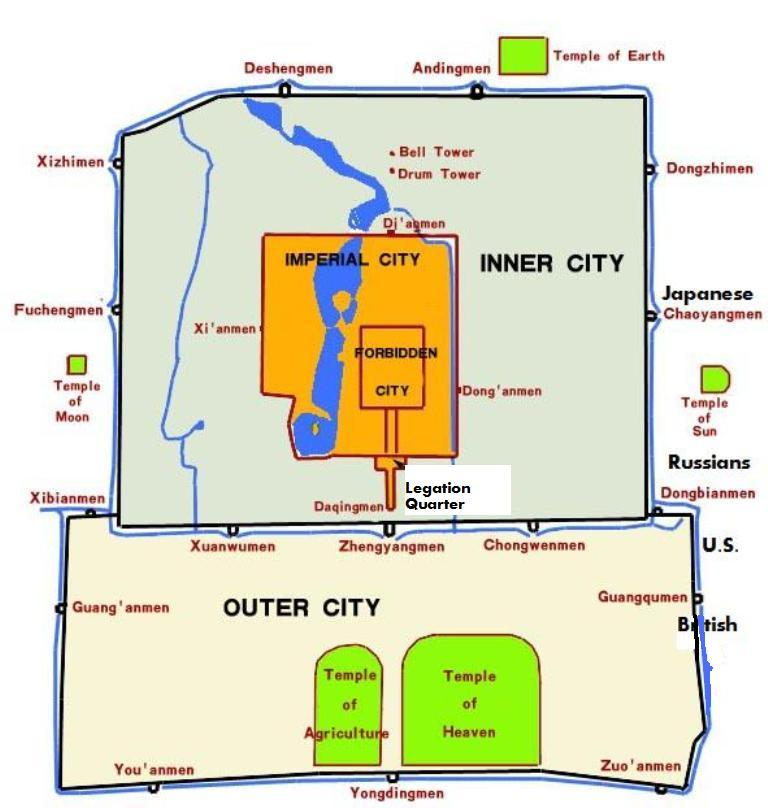
Pequim em 1900 era cercada por altos muros quebrados por muitos portões (homens). A localização do Legation Quarter e dos exércitos do Japão, Rússia, Estados Unidos e Grã-Bretanha na manhã de 14 de agosto é mostrada no mapa.

Em 28 de julho, os estrangeiros no Bairro da Legação receberam sua primeira mensagem do mundo exterior em mais de um mês. Um menino chinês - aluno do missionário William Scott Ament - invadiu o bairro da legação com a notícia de que um exército de resgate da Aliança das Oito Nações estava em Tianjin, 160km de distância e avançaria em breve para Pequim. A notícia não foi nada tranquilizadora, pois os sitiados esperavam um resgate anterior.  O governo chinês também repassou consultas de seus governos sobre o bem-estar dos sitiados. Um soldado britânico sugeriu que uma resposta apropriada seria: "Ainda não foi massacrado". 
Depois de muitos dias relativamente tranquilos, a noite de 13 de agosto, com o exército de resgate a apenas 8km fora dos portões de Pequim, pode ter sido o mais difícil do cerco.  Os chineses quebraram a trégua com uma barragem de artilharia da Legação Britânica e fogo pesado no Fu. No entanto, os chineses limitaram-se a atirar à distância em vez de montar um ataque até que, às 2h00 do dia 14 de agosto, os defensores ouviram do leste o som de uma metralhadora, sinal de que o exército de resgate estava a caminho. Às 5 horas da manhã, ouviu-se o som da artilharia fora dos muros de Pequim. 
Cinco contingentes nacionais avançaram sobre os muros de Pequim em 14 de agosto: britânicos, americanos, japoneses, russos e franceses. Cada um tinha um portão na Muralha como objetivo. Os japoneses e russos foram atrasados em seus portões pela resistência chinesa. O pequeno contingente francês se perdeu. Os americanos escalaram as paredes em vez de tentar abrir caminho através de um portão fortificado. No entanto, foram os britânicos que venceram a corrida para aliviar o cerco das legações. Eles entraram na cidade por um portão desprotegido e procederam praticamente sem oposição.  Às 15h, os britânicos passaram por uma vala de drenagem - o "portão de água" - sob a Muralha Tártara. Os soldados Sikh e Rajput da Índia e seus oficiais britânicos tiveram a honra de ser os primeiros a entrar no Legation Quarter.  Os exércitos chineses que cercavam o bairro da legação se dissiparam. Pouco tempo depois, o comandante britânico, Gen. Alfred Gaselee, entrou e foi recebido por Sir Claude MacDonald vestido com "flanelas de tênis imaculadas" e uma multidão de senhoras em vestidos de festa.  As tropas americanas, sob o comando do Gen. Adna Chaffee chegou às 17h.  O comandante geral muçulmano, Ma Fulu, e quatro primos dele foram mortos em ação contra as forças estrangeiras. Depois que a batalha acabou, as forças muçulmanas chinesas protegeram a imperatriz viúva Cixi quando ela fugiu para Xian com toda a corte imperial; o general Ma Fuxiang ajudou na guarda de Cixi. 

## Vítimas
Os estrangeiros estavam unidos em declarar a natureza milagrosa de sua sobrevivência. "Procuro em vão alguma razão militar para o fracasso dos chineses em exterminar os estrangeiros", disse um oficial militar americano.  O missionário Arthur Smith resumiu o desempenho militar chinês. "Em inúmeras ocasiões, se eles estivessem prontos para sacrificar algumas centenas de vidas, eles poderiam ter extinguido a defesa [do Bairro da Legação] em uma hora." No entanto, o equívoco dos chineses em usar seus meios militares de forma decisiva contra o Quartel da Legação não nega o fato de que soldados de ambos os lados lutaram e morreram em grande número. Os soldados estrangeiros que defendiam o Legation Quarter sofreram pesadas baixas. Dos 409 soldados, 55 foram mortos e 135 feridos, uma taxa de baixas de 46,5%. Além disso, 13 civis foram mortos e 24 feridos, a maioria homens que participaram da defesa. 
Uma pequena força japonesa de um oficial e 24 marinheiros comandados pelo coronel Shiba se destacou defendendo os Fu e os cristãos chineses de lá. Sofreu mais de 100% de baixas. Isso foi possível porque muitas das tropas japonesas foram feridas, entraram nas listas de baixas, depois voltaram para a linha de batalha apenas para serem feridas mais uma vez e novamente inseridas nas listas de baixas. A força francesa de 57 homens também sofreu mais de 100% de baixas. 
As baixas militares chinesas não são conhecidas, nem foram registradas mortes entre os cristãos chineses no Bairro da Legação. 

## Propaganda
Durante o cerco, Sheng Xuanhuai e outras autoridades provinciais sugeriram que o tribunal Qing desse a Li Hongzhang pleno poder diplomático para negociar com potências estrangeiras. Li Hongzhang telegrafou de volta para Sheng Xuanhuai em 25 de junho, descrevendo a declaração de guerra como um "édito falso" (luanming). Mais tarde, a "Proteção Mútua do Sudeste" foi alcançada pelas autoridades provinciais como um consenso para não seguir a declaração de guerra da Imperatriz Cixi.  Li Hongzhang também se recusou totalmente a ouvir as ordens do governo para mais tropas quando fossem necessárias para lutar contra os estrangeiros, que ele tinha à disposição, inviabilizando o esforço de guerra chinês. 
Li Hongzhang usou o cerco como arma política contra seus rivais em Pequim, já que controlava o serviço telegráfico chinês; ele exagerou e mentiu, alegando que as forças chinesas cometeram atrocidades e assassinatos contra os estrangeiros e exterminaram todos eles. Esta informação foi enviada para o mundo ocidental. Ele pretendia enfurecer os europeus contra as forças chinesas em Pequim e conseguiu espalhar grandes quantidades de informações falsas para o Ocidente. Esta informação falsa espalhada por Li desempenhou um papel nas atrocidades massivas que os estrangeiros mais tarde cometeram contra os chineses em Pequim.   Por se recusar a obedecer às ordens do governo chinês e não enviar suas próprias tropas para ajudar o exército chinês durante a Rebelião dos Boxers, Li Hongzhang foi elogiado pelos ocidentais. 

## Consequências
A imperatriz viúva e sua corte fugiram de Pequim em 15 de agosto. Ela permaneceu exilada na província de Xanxim até 1902, quando foi autorizada pelos exércitos estrangeiros que ocupavam Pequim a retornar para reocupar o trono.  Para a China, a Rebelião dos Boxers foi um desastre, mas a China permaneceu unida como um único país. Ironicamente, antes da Rebelião dos Boxers, parecia provável que a China fosse dividida pelas potências coloniais. O governo chinês apoiou os Boxers, que de outra forma poderiam ter se tornado anti-Qing e apressado a extinção da dinastia, mas não tiveram sucesso em matar os estrangeiros nas Legações. Se os chineses tivessem conseguido, a retribuição das nações ocidentais e do Japão poderia ter sido mais severa. Ronglu mais tarde assumiu o crédito por salvar os sitiados: “Consegui evitar o infortúnio culminante que teria resultado da morte dos ministros das Relações Exteriores”. Ronglu estava sendo dissimulado, pois suas forças chegaram muito perto de quebrar a capacidade de resistência dos sitiados. 
O movimento Boxer se desintegrou durante o cerco. Alguns Boxers foram incorporados ao exército, mas, provavelmente, a maioria voltou para suas casas no campo, onde se tornaram alvos de expedições punitivas das forças militares estrangeiras que ocuparam Pequim após o cerco. 
A ocupação militar de Pequim e de grande parte do norte da China tornou-se uma orgia de saques e violência da qual participaram soldados, diplomatas, missionários e jornalistas estrangeiros.  Relatos sobre o comportamento dos estrangeiros em Pequim causaram críticas generalizadas nos países ocidentais, inclusive de Mark Twain. Embora o resgate dos estrangeiros sitiados no Bairro da Legação tenha sido visto como uma prova da superioridade da civilização ocidental, as consequências sórdidas do cerco podem ter contribuído para que muitas pessoas nos Estados Unidos e na Europa reavaliassem a moralidade de forçar a cultura e a religião ocidentais sobre os chineses. 